# 西南港 (緬因州)
西南港（英語：Southwest Harbor）是一個位於美國緬因州漢考克縣的市鎮。

## 人口
根據2020年美國人口普查的數據，西南港的面積為58.77平方千米，當中陸地面積為34.99平方千米，而水域面積為23.78平方千米。當地共有人口1756人，而人口密度為每平方千米30人。